# Nederlandse Defensie Academie
Die Nederlandse Defensie Academie (NLDA) (deutsch „Niederländische Verteidigungsakademie“) ist die Militärakademie der Niederlande.

## Aufgabe
Die NLDA bietet Schulungen für Offizieranwärter aller Waffengattungen der niederländischen Streitkräfte an. Das sind die Koninklijke Landmacht (Heer), die Koninklijke Marine, die Koninklijke Luchtmacht (Luftwaffe) und die Koninklijke Marechaussee (Feldgendarmerie).
Ausbildungsstätte für Heer und Luftwaffe ist die Koninklijke Militaire Academie (KMA) in Breda. Pendant für Marineoffiziere ist das Koninklijk Instituut voor de Marine (KIM) mit Sitz in Den Helder.
Ziel ist, Offiziere mit exzellenten Führungsqualitäten zu erhalten, die niederländische Soldaten auch in ausländischen Missionsgebieten und unter lebensbedrohlichen Umständen sicher führen können.
Außer der eigentlichen militärischen Ausbildung, gehört dazu auch eine fundierte Unterweisung in Naturwissenschaften. Neben der Erstausbildung, bietet sie auch Schulungen zur Weiterbildung von Offizieren höherer und höchster Führungsebenen an. Die NLDA forscht auch selbst und arbeitet, wo möglich und nützlich, mit zivilen Universitäten und Hochschulen zusammen.
Das Motto lautet: „Wissen ist Macht, Charakter ist mehr.“